# 劉紳 (弘治進士)
劉紳（1448年—？），字美用，河南汝寧府汝陽縣人，民籍，明朝政治人物。

## 生平
成化四年（1468年）戊子科河南鄉試第一名舉人。弘治三年（1490年）中式庚戌科會試第二百四十八名，二甲第三十名進士。授南京都察院理刑，四年五月实授南京湖廣道監察御史，丁憂服闋，十二年三月復除雲南道，十三年正月升山东按察司副使，弘治十四年辛酉致仕，卒于家

## 家族
曾祖劉信；祖父劉原，遇例冠帶；父劉瑛，布政司照磨。母翟氏。永感下。